# Cepora nerissa
Espèce
Cepora nerissa est une espèce d'insecte lépidoptère de la famille des Pieridae, de la sous-famille des Pierinae et du genre Cepora.

## Dénomination
Cepora nerissa a été nommé par Johan Christian Fabricius en 1775.

### Nom vernaculaire
Cepora nerissa se nomme  Common Gull en anglais.

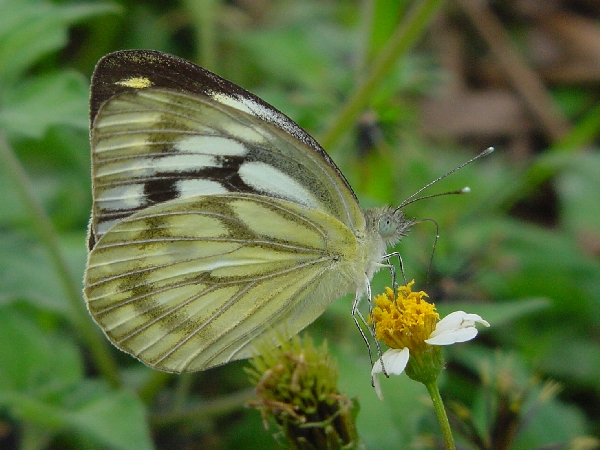
revers

### Sous-espèces
- Cepora nerissa nerissa
- Cepora nerissa cibyra Fruhstorfer;
- Cepora nerissa coronis (Cramer, [1775])
- Cepora nerissa corva (Wallace, 1867)
- Cepora nerissa dapha (Moore, [1879])
- Cepora nerissa evagete Cramer;
- Cepora nerissa lichenosa Moore;
- Cepora nerissa physkon Fruhstorfer;
- Cepora nerissa phryne Fabricius;
- Cepora nerissa sumatrana Hagen;
- Cepora nerissa vaso (Doherty, 1891);
- Cepora nerissa yunnanensis Mell[1].

## Description
Il est de couleur blanc verdâtre avec des veines largement soulignées de noir et une bordure noire aux antérieures.

## Biologie

### Plantes hôtes
Les plantes hôtes de la chenille sont des Capparis dont Capparis cantoniensis.

## Écologie et distribution
Il est présent en Asie du Sud-Est, en Inde, en Birmanie, en Thaïlande, dans le nord du Vietnam, dans le sud de la Chine, à Taïwan, en Malaisie, à Sumatra et à Java.

### Biotope
Il réside en de nombreux lieux mais préfère les espaces ouverts.

### Protection
Il est assez commun.